# Epicauta floydwerneri
Epicauta floydwerneri is een keversoort uit de familie van oliekevers (Meloidae). De wetenschappelijke naam van de soort is voor het eerst geldig gepubliceerd in 1955 door Martínez.